# V (مغن)
كيم تاي هيونغ (الكورية: 김태형) (30 ديسمبر 1995 -) يُعرف باسمه الفني V أو ڤي، مغني وكاتب أغاني وممثل كوري جنوبي. وهو عضو ومُغني رئيسي في الفرقة الكورية الجنوبية بي تي أس.

## حياته وتعليمه
وُلد كيم تاي هيونغ (الكورية: 김태형) المعروف بـ ڤي في 30 ديسمبر 1995 في دايغو، كوريا الجنوبية، وكَبُر في محافظة غوتشانغ. لديه أخ وأخت وهو أكبرهم. أول مرة طمح فيها لاحتراف الغناء كانت في المرحلة الإبتدائية، وفي بداية المرحلة المتوسطة بدأ بأخذ دروس لتعلم العزف على آلة الساكسفون كوسيلة لمتابعة مساره المهني. وافق والده على رحلة ابنه لتعلم العزف على آلة الساكسفون. في البداية، أصبح ڤي مُتدربًا لدى شركة بيغ هيت إنترتينمنت وذلك بعد اجتيازه الاختبار في دايغو.
بعد تخرجه من مدرسة الفنون الكورية الثانوية عام 2014، التحق بجامعة سايبر العالمية.

## مسيرته

### 2013–حتى الآن: بي تي أس
في 13 يونيو 2013، ظهر كعضو في فرقة بي تي أس لأول مرة عند أداء أغنية «نو مور دريم» من الألبوم المنفرد الأول لهم «2 كول 4 سكول» في برنامج إم كاونت داون على قناة إمنت. ثُم أصبح لديه حقوق في التأليف الموسيقي لأول مرة في ألبوم «أفضل لحظة في الحياة الجزء الأول» عندما شارك في كتابة وإنتاج أغنية «هولد مي تايت». كما ساهم في كتابة كلمات أغنية «بويز وذ فن» التي ساهم في تأليفها زميله شوقا. تم استخدام ألحان ڤي مع كلمات جونقكوك الأصلية في أغنية «رن» من أجل الألبوم التالي أفضل لحظة في الحياة الجزء الثاني. بالإضافة إلى ذلك، ساهم في التأليف الموسيقي وكتابة الكلمات لأغنيته المنفردة «ستيقما» من ألبوم وينقز. ڤي أيضًا قام بالإصدار بشكل غير رسمي عن غلاف لأغنية "Hug Me" مع زميله بالفرقة جايهوب بالإضافة إلى غلاف آخر لأغنية «سمون لايك يو» للمغنية أديل.
في مايو 2018، تم إصدار أغنيته المنفردة الثانية "Singularity" كمقطعٍ تشويقي لألبوم بي تي أس الكامل لوف يور سيلف: تير. في 25 أكتوبر 2018 تم تشغيل الأغنية لأول مرة على إذاعة بي بي سي البريطانية في المملكة المتحدة كما أنها أول أغنية كورية منفردة يتم إذاعتها على هذه الإذاعة. وبعد شهر من إصدار الأغنية قامت الغارديان بإضافة "Singularity" إلى قائمة "أعلى 50 أغنية لشهر يونيو 2018، كما قامت بيلبورد بإدراج الأغنية في القائمة الخاصة بهم "أعلى 50 أغنية لـبي تي أس" وحصلت على المركز الـ28. بشكلٍ عام، لاقت "Singularity" استحسانًا من قِبَل النُّقاد ونتيجةً لذلك تم ذكرها في العديد من قوائم اختيار النُّقاد في نهاية العام. تم تصنيفها من قبل صحيفة نيويورك تايمز في المرتبة العشرين على قائمتها "أفضل 65 أغنية لعام 2018" بجانب "فيك لوف" وصنفها ناقد موسيقى البوب مايكل وود من صحيفة لوس أنجلوس تايمز بأنها رابع أفضل وأكثر الأغاني استحقاقًا لإعادة التشغيل لعام 2018، وقامت الناقدة الموسيقية من الغارديان "لورا سنيبس" بإدراج الأغنية كواحدة من مقاطعها المفضلة في قائمة "أفضل موسيقى لعام 2018: الألبومات والمقاطع الصوتية".
في 24 أكتوبر، أصبح ڤي واحدًا من أصغر الحاصلين على وسام الاستحقاق الثقافي من الدرجة الخامسة، وقد مُنِحت له برفقة أعضاء بي تي أس من قِبَل رئيس كوريا الجنوبية؛ لدورهم في نشر الثقافة.
تعاون ڤي برفقة زميله في الفرقة جايهوب مع المُغنية السويدية زارا لارسون في أغنية تُسمى «آ براند نيو داي» من أجل الألبوم المتعلق بلعبة الهاتف المحمول الخاصة بهم عالم بي تي أس. تم إصدار الأغنية بتاريخ 14 يونيو 2019، وظهرت لأول مرة في المرتبة الأولى في مخطط مبيعات الأغاني الرقمية العالمية. وبعد ثمانية أشهر، تعاون مع زميله بالفرقة جيمين من أجل أغنية «فريندز» كما أنه شارك في تأليف وكتابة أغنيته المنفردة "Inner Child" في ألبومهم خريطة الروح: 7.

### 2016–حتى الآن: النشاطات المُنفردة

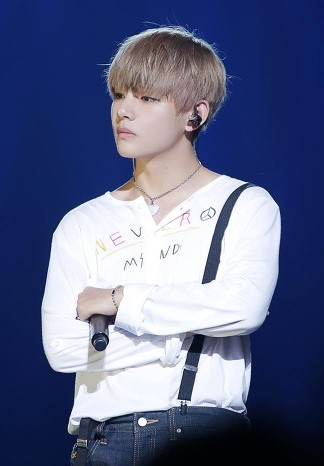
ڤي في كوبي، اليابان أثناء جولة أجمل لحظة في الحياة على المسرح بتاريخ 23 مارس 2016

ظهر ڤي للمرة الأولى كممثل باسمه الحقيقي في عام 2016، حيث قام بـدور مساند في الدراما التاريخية «هوارانغ» التي تم عرضها على قناة كي بي إس 2. كما أنه تعاون مع زميله جين لعمل دويتو من أجل الموسيقى التصويرية الخاصة بالدراما، وهي بعنوان "It's Definitely You". قام ڤي بإصدار أغنية «فور أوكلوك» بتاريخ 8 يونيو 2017، وذلك احتفالًا بالذكرى السنوية الرابعة لِـبي تي أس، والتي شارك في إنتاجها مع زميله آر إم.
قام ڤي بنشر أول مسار مُنفرد بشكل كامل له بتاريخ 30 يناير 2019 باسم: «سينيري»، وذلك عبر صفحة الفرقة في ساوند كلاود. حيث تم كتابة وتأليف الأغنية بواسطة ڤي (الذي قام أيضًا بتصوير غلاف العمل الفني بنفسه)، وتم إنتاجها بواسطة منتج شركة بيغ هيت الترفيهية Docskim، بالإضافة إلى مساهمة مُنتجي بيغ هيت Pdogg وHiss Noise في الإنتاج. حطمت الأغنية سجلات منصة ساوند كلاود بعد قفزها من 20 مليون استماع إلى 100 مليون استماع خلال 14 يوم، وهو أقصر وقت يتم فيه ذلك على مستوى المنصة. على مدار الأسبوعين التاليين من إطلاقها، حطمت «سينيري» سجل الإستماع اليومي في المنصة لتسع مرات. بعد سبعة أشهر، قام بإصدار أغنيته المنفردة الثانية والأولى باللغة الإنجليزية بالكامل بعنوان: «وينتر بير» عبر ساوند كلاود، مصحوبةً بفيديو موسيقي بإخراجه الذاتي عبر قناة بي تي أس على اليوتيوب بتاريخ 9 أغسطس 2019. كما أنه شارك في إنتاج المسار مع آر إم، Hiss Noise، وAdora. هو أيضًا قام بتصوير العمل الفنّي للغلاف بإسمه المُستعار "Vante".
في عام 2020، قام ڤي بمُشاركة أغنية بعنوان «سويت نايت» من أجل الموسيقى التصويرية لمسلسل إتايوان كلاس المعروض على قناة جي تي بي سي والتي تم إصدارها بتاريخ 13 مارس 2020. الأغنية من إنتاج وتأليف وغناء ڤي، كما أن النمط الموسيقي للأغنية هو إيندي روك وهي باللغة الإنجليزية بالكامل. تلقّت الأغنية بشكلٍ عام تقييمًا جيدًا بسبب التأليف، والأداء الصوتي، وكلماتها الدافئة وظهرت لأول مرة في المركز الثاني في مخططات بيلبورد لمبيعات الأغاني الرقمية في الولايات المتحدة، لتصبح بذلك الأغنية الأعلى ظهورًا لفنان كوري منفرد في تاريخ المخطط.
في الثامن من يوليو 2020 كسر ڤي الرقم القياسي ذو الخمس أعوام لأديل كأكثر فنان منفرد يحصل على المركز الأول في مخطط أيتونز العالمي، بحصول الأغنية على المركز الأول في 105 دولة، كما تخطى أغنية "Black Swan" لفرقته BTS ليصبح أكثر فنان حصولًا على المركز الأول في هذا المخطط على الإطلاق.
وقد مددت الأغنية رقمها القياسي بحصولها على المركز الأول في المخطط ب 118 دولة.
وفي ال 25 من ديسمبر لعام 2020 قام ڤي بإصدار أغنية بعنوان "Snow Flower"، بالتعاون مع بيكبوي أحد أعضاء دائرته المقربة المسماة بال " wooga squad"، وتم إصدار هذه الأغنية على موقع الساوند كلاود كهدية للمعجبين في الكريسماس.
في أواخر نوفمبر 2021 تم الإعلان عن قيام ڤي بغناء أغنية من أجل الموسيقى التصويرية لمسلسل «صيفنا الحبيب» بطولة تشوي وو شيك وكيم دامي بعنوان شجرة الكريمساس "Christmas tree".
ظهرت الأغنية في المسلسل منذ الحلقة الأولي في السادس من ديسمبر، ولكن لم يتم إصدارها حتى عشية الكريسماس يوم ال 24 من ديسمبر، وترسمت الأغنية في المركز الأول لمخطط بيلبورد لمبيعات الأغاني الرقمية في الولايات المتحدة  لتكون أول أغنية لموسيقى تصويرية لمسلسل كوري تحتل المركز الأول في المخطط في ظهورها الأول وڤي أول مغني كوري يحتل هذا المركز بأغنية منفردة. وفي الرابع من يناير 2022 دخل في مخطط بيلبورد هوت 100 لأول مرة بأغنية "Christmas tree" في المركز ال 79 ليكون أول ظهور لأغنية لموسيقي تصويرية لمسلسل كوري بالمخطط، وفي المركز ال 51 في مخطط بيبلورد العالمي 200. مما أدى إلى تمركز المغني في المرتبة الأولى في نفس الأسبوع لمخطط بيلبورد للفنانين الصاعدين.

## مكانته وتأثيره
ابتكر ڤي عبارة "I Purple You" أثناء حدث لقاء المعجبين الخاص بِـبي تي أس في نوفمبر 2016. مُنذ ذلك الحين أصبح اللون الأرجواني رمزًا لِـبي تي أس ومُعجبيهم. كما استخدمت منظمة يونيسف هذه العبارة في حملتها لمكافحة التنمر بالتعاون مع بي تي أس.
في عام 2018، أجرت شركة يوجين للاستثمار والأوراق المالية المحدودة دراسة تحليلية تتعلق بصناعة البوب الكوري وكانت الدراسة حول أكثر ما تم البحث عنه على محرك جوجل. وتم تصنيف «ڤي» في المرتبة الأولى على الرسم البياني، أي: أنَّ «ڤي» كانت الكلمة المفتاحية الرئيسية الأكثر بحثًا في كوريا الجنوبية خلال السنوات الخمس الماضية. وفي استطلاعٍ أجرته مؤسسة غالوب الكورية، تم اختياره ليكون رابع أفضل آيدول لعام 2019 بينما كان يحتل المركز التاسع في عام 2018.
وقد أشاد به العديد من الفنانين باعتباره قدوة ومثالًا يحتذى به، مثل: يونقهون وهوال من فرقة ذا بويز، جايهيون وجانقجون من قولدن تشايلد، بِين من فرقة إم ڤي بي، بيون هيون مين من فرقة راينز، سيريم من فرقة كرافيتي، يوسانق ومينقي من فرقة أتيز، جانقسونق وديلان من دي-كرانش، باو من لوسينت، يونمين من نيوكيد، هانيو من بوي ستوري، بومقيو من تي إكس تي، والمتسابقين في برنامج إنتاج 101: كو جونقمو، لي تاي سونق، وماهيرو هيداكا. بالإضافة إلى العضو السابق من فرقة وناوان بارك جيهون.
في السادس من ديسمبر عام 2021، قام جميع أعضاء بي تي اس بإنشاء حسابتهم الشخصية على موقع التواصل الاجتماعي انستغرام.
ووفقًا لموسوعة غينيس للأرقام القياسية قام ڤي بكسر رقمين قياسيين بالموسوعة، الرقم القياسي لأسرع حساب يصل لمليون متابع على الموقع حيث وصل لهذا العدد في 43 دقيقة فقط، كما قام بكسر الرقم القياسي لأسرع حساب يصل ل10 ملايين متابع خلال 4 ساعات و 52 دقيقة.

## قدراته الفنية
ڤي لديه طبقة صوت من نوع باريتون والذي تلقَّى صوته نقدًا إيجابيًا بشكل عام، مع الإشادة بشكلٍ خاص على مدى نطاقه الصوتي وطبقة صوته «الأجش». حصل على تقدير صوتي شاسع من أجل أدائه لأغنيته الفردية «ستيقما»، كما تم الثناء على حدَّة طبقة صوته والتي ظهرت بشكل أعلى من المعتاد مما أبرز نطاقه الصوتي وموسيقاه الفريدة. أشار الناقد الموسيقي بلانكا مينديز إلى طبقة صوت ڤي في أغنية «سينقيولاريتي» وهي مقدمة ألبوم بي تي أس لوف يور سيلف: تير على أنها «طبقة الصوت الأبرز» في الألبوم. كما ذكرت كارين روفيني في مقال لها على إليت دايلي بأن «ڤي... لا يوجد لديه مشكلة في إخراج نغمات صوتية في غاية الهدوء والإنخفاض والتي تعد عنصرًا أساسيًا في الصوت العام لِـبي تي أس،» وأشارت تمار هيرمان من مجلة بيلبورد أيضًا إلى أن نطاق صوت ڤي المنخفض هو جزءٌ بارز من موسيقى بي تي أس. تتأثر موسيقى ڤي بشكلٍ كبير بحبه لموسيقى الجاز والموسيقى الكلاسيكية. كما أن إيريك بينيت وروبن ستودارد من ضمن مُلهميه.
بصفته مؤديًا، يُعرَف أسلوب ڤي بِـ «ازدواجيته»، أو قدرته على استحضار العديد من العواطف على المسرح. الصحفية البريطانية ريان دالي، وهي كاتبة في موسيقى اكسبرس جديدة، أشارت إلى ذلك بشكلٍ خاص عند النقاش حول أدائه لأغنية "Singularity" خلال جولة لوف يور سيلف: سبيك يور سيلف العالمية، واصفةً تحركاته بِـ «الدقيقة والمدروسة». كما أشارت كريستال بيل من إم تي في إلى أنَّ أداء ڤي يعمل في الغالب مع الكاميرات التي تَبُث على الهواء مباشرةً في الحفلات الموسيقية، وكيفية استغلاله لهذه الكاميرات لخلق تعابير خفيَّة أثناء العروض.

## ديسكوغرافيا
| العنوان                                                                      | السنة              | مراكز بلوغ أعلى قمة في المُخطط | مراكز بلوغ أعلى قمة في المُخطط | مراكز بلوغ أعلى قمة في المُخطط | مراكز بلوغ أعلى قمة في المُخطط | مراكز بلوغ أعلى قمة في المُخطط | مراكز بلوغ أعلى قمة في المُخطط | مراكز بلوغ أعلى قمة في المُخطط | المبيعات           | الألبوم                                  |
| العنوان                                                                      | السنة              | كوريا                         | كوريا                         | بيلبورد                       | فرنسا                         | المجر                         | اليابان هوت 100               | نيوزيلاندا هوت                | المبيعات           | الألبوم                                  |
| العنوان                                                                      | السنة              | غاون                          | هوت 100                       | بيلبورد                       | فرنسا                         | المجر                         | اليابان هوت 100               | نيوزيلاندا هوت                | المبيعات           | الألبوم                                  |
| بصفته فنانًا رئيسيًا                                                           | بصفته فنانًا رئيسيًا | بصفته فنانًا رئيسيًا            | بصفته فنانًا رئيسيًا            | بصفته فنانًا رئيسيًا            | بصفته فنانًا رئيسيًا            | بصفته فنانًا رئيسيًا            | بصفته فنانًا رئيسيًا            | بصفته فنانًا رئيسيًا            | بصفته فنانًا رئيسيًا | بصفته فنانًا رئيسيًا                       |
| ---------------------------------------------------------------------------- | ------------------ | ----------------------------- | ----------------------------- | ----------------------------- | ----------------------------- | ----------------------------- | ----------------------------- | ----------------------------- | ------------------ | ---------------------------------------- |
| "ستيقما"                                                                     | 2016               | 26                            | —                             | 10                            | 8                             | 8                             | —                             | —                             | - كوريا: 110,898   | وينقز                                    |
| "المقدمة: سينقيولاريتي"                                                      | 2018               | 54                            | 10                            | 3                             | 100                           | 23                            | 34                            | —                             | - أمريكا: 10,000   | لوف يور سيلف: تير                        |
| "إينير تشايلد"                                                               | 2020               | 24                            | 48                            | 6                             | غير مُتوفر                     | 7                             | —                             | —                             | غير مُتوفر          | ماب أوف ذا سول: 7                        |
| أغاني على هيئة مُوسيقى تصويرية                                                |                    |                               |                               |                               |                               |                               |                               |                               |                    |                                          |
| "إتس ديفنيتلي يو" (مع جين)                                                   | 2016               | 34                            | —                             | 8                             | —                             | 15                            | —                             | —                             | - كوريا: 76,657    | مسلسل هوارانغ الموسيقى التصويرية الأصلية |
| "سويت نايت"                                                                  | 2020               | 14                            | —                             | —                             | —                             | 1                             | —                             | 34                            | غير مُتوفر          | إتايوان كلاس الموسيقى التصويرية الأصلية  |
| "—" تشير إلى الإصدارات التي لم تدخل المخطط أو لم يتم إصدارها في تلك المنطقة. |                    |                               |                               |                               |                               |                               |                               |                               |                    |                                          |

### أغاني أخرى
| السنة | العنوان         | الشكل          | مُلاحظات                                                                                |
| ----- | --------------- | -------------- | -------------------------------------------------------------------------------------- |
| 2014  | "تخرج 95"       | تحميل رقمي، بث | - اللحن الأصلي من أغنية لوبي فياسكو وإد شيران "مدرسة الحب القديمة" - بالتعاون مع جيمين |
| 2017  | "فور أوكلوك"    | تحميل رقمي، بث | - بالتعاون مع آر إم                                                                    |
| 2019  | "سينيري" (풍경) | تحميل رقمي، بث | لا توجد                                                                                |
| 2019  | "ونتر بير"      | تحميل رقمي، بث | لا توجد                                                                                |

### الكتابة
يتم تعديل جميع حقوق الأغاني من قاعدة بيانات جمعية حقوق الطبع والنشر للموسيقى الكورية ما لم يُذكر خلاف ذلك.
| السنة | الفنان     | الألبوم                                        | الأغنية                  |
| ----- | ---------- | ---------------------------------------------- | ------------------------ |
| 2013  | بي تي أس   | 2 كول 4 سكول                                   | "آوترو: سيركل روم سايفر" |
| 2014  | جيمين & ڤي | لم يتم إصدار ألبوم                             | "تخرج 95"                |
| 2015  | بي تي أس   | أفضل لحظة في الحياة الجزء 1                    | "هولد مي تايت"           |
| 2015  | بي تي أس   | أفضل لحظة في الحياة الجزء 1                    | "بويز وذ فن"             |
| 2015  | بي تي أس   | أفضل لحظة في الحياة الجزء 2                    | "رن"                     |
| 2016  | بي تي أس   | أفضل لحظة في الحياة: صغار للأبد                | "رن" (ميكس بالاد)        |
| 2016  | بي تي أس   | أفضل لحظة في الحياة: صغار للأبد                | "رن" (ميكس بديل)         |
| 2016  | بي تي أس   | الشباب                                         | "المقدمة: الشباب"        |
| 2016  | بي تي أس   | وينقز                                          | "ستيقما"                 |
| 2017  | آر إم & ڤي | لم يتم إصدار ألبوم                             | "فور أوكلوك"             |
| 2019  | V          | لم يتم إصدار ألبوم                             | "سينيري"                 |
| 2019  | V          | لم يتم إصدار ألبوم                             | "وينتر بير"              |
| 2020  | بي تي أس   | ماب أوف ذا سول: 7                              | "إينير تشايلد"           |
| 2020  | ڤي         | الموسيقى التصويرية الأصلية لمسلسل إتايوان كلاس | "سويت نايت"              |

## فيلموغرافيا

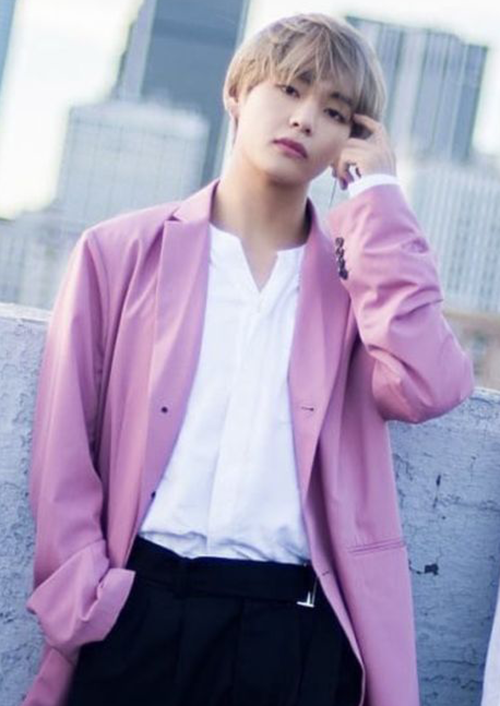
ڤي في جلسة تصوير لصالح مجلة دي آيكون، نوفمبر 2017

### فيديوهات موسيقية
| السنة | العنوان     | المدة | الدور     | المصدر    |
| ----- | ----------- | ----- | --------- | --------- |
| 2019  | "وينتر بير" | 3:32  | أيضًا مُخرج | [ en 58 ] |

### التلفزيون
| السنة | القناة              | البرنامج                    | الدور        | الملاحظات                             | المصدر    |
| ----- | ------------------- | --------------------------- | ------------ | ------------------------------------- | --------- |
| 2014  | منهوا               | شوو! أوماك جونشيم           | مُضيف         | مع كيم سو هيون                        | [ ko 30 ] |
| 2015  | كي بي إس 2          | ميوزيك بانك                 | مُضيف         | مع باك بو غوم، همتشان (بي.إي.بي)      | [ ko 31 ] |
| 2015  | مؤسسة منهوا للإذاعة | شوو! أوماك جونشيم           | مُضيف         | مع زيكو، كيم سو هيون                  | [ en 59 ] |
| 2016  | نظام بث سول         | إنكيغايو                    | مُضيف         | مع جايهوب، مونبيول، جانغ ويين         | [ en 60 ] |
| 2016  | منهوا               | سيليبريتي برومانس           | ضيف          | الموسم 1، الحلقات 1-4: مع كيم مين جاي | [ en 61 ] |
| 2016  | كي بي إس 2          | مسلسل هوارانغ               | سوك هان سونق | دور مُساند                             | [ ko 32 ] |
| 2017  | كي بي إس 2          | ميوزيك بانك (سنغافورة)      | مُضيف         | مع بارك بو غوم، آيرين                 | [ en 62 ] |
| 2017  | نظام بث سول         | إنكيغايو حفل سوبر في دايجون | مُضيف         | مع جيسو، باك جن يونغ                  | [ ko 33 ] |

### المقاطع الموسيقية والأفلام القصيرة
| السنة | العنوان        | المدة | المُخرج (ين)             | المصدر    |
| ----- | -------------- | ----- | ----------------------- | --------- |
| 2016  | "ستيقما #3"    | 3:18  | يونغ سوك تشوي (لومبينز) | [ ko 34 ] |
| 2018  | "سينقيولاريتي" | 3:32  | يونغ سوك تشوي (لومبينز) | [ en 63 ] |

## الجوائز والترشيحات
| حفل الجائزة         | السنة | الفئة                         | الأعمال المُرشحة    | النتيجة | المصدر    |
| ------------------- | ----- | ----------------------------- | ------------------ | ------- | --------- |
| مل وان ميوزيك أوورد | 2017  | أفضل موسيقى تصويرية أصلية OST | "إنه بالتأكيد أنت" | رُشِّح     | [ en 64 ] |
| سومبي أووردز        | 2018  | أفضل آيدول مُمثل               | V                  | فوز     | [ en 65 ] |
| سومبي أووردز        | 2019  | أفضل تصميم رقص                | "سينقيولاريتي"     | فوز     | [ en 66 ] |

## هوامش
1. ↑  For the role Suk Han-sung in هوارانغ[en 65]

## روابط خارجية
- كيم تاي هيونغ على موقع IMDb (الإنجليزية)
- كيم تاي هيونغ على موقع ميوزك برينز (الإنجليزية)
- كيم تاي هيونغ على موقع أول موفي (الإنجليزية)
- كيم تاي هيونغ على موقع أول ميوزيك (الإنجليزية)
- كيم تاي هيونغ على موقع ديسكوغز (الإنجليزية)
- كيم تاي هيونغ على موقع قاعدة بيانات الفيلم (الإنجليزية)